# François Chopart
François Chopart, né le 30 octobre 1743 à Paris et mort le 9 juin 1795  dans la même ville, est un chirurgien français.

## Famille
Il est le fils de François Turlure et de Marie-Anne Chopart, merciers à Paris.

## Biographie
Sous le nom de sa mère, il étudie la chirurgie avec Antoine Petit, devint maître ès arts en 1761, fut interne à la Pitié, puis à Bicêtre.
Chirurgien en chef de l'Hôpital de la Charité en 1782, professeur de pathologie interne en 1789, chirurgien en chef à l'École de médecine en 1790. Il succède en 1782 à Toussaint Bordenave à la chaire de Physiologie. Lors d'un voyage à Londres, il fit la connaissance de John Hunter avec lequel il entretint une abondante correspondance.
François Chopart meurt du choléra en 1795.

## Éponymie

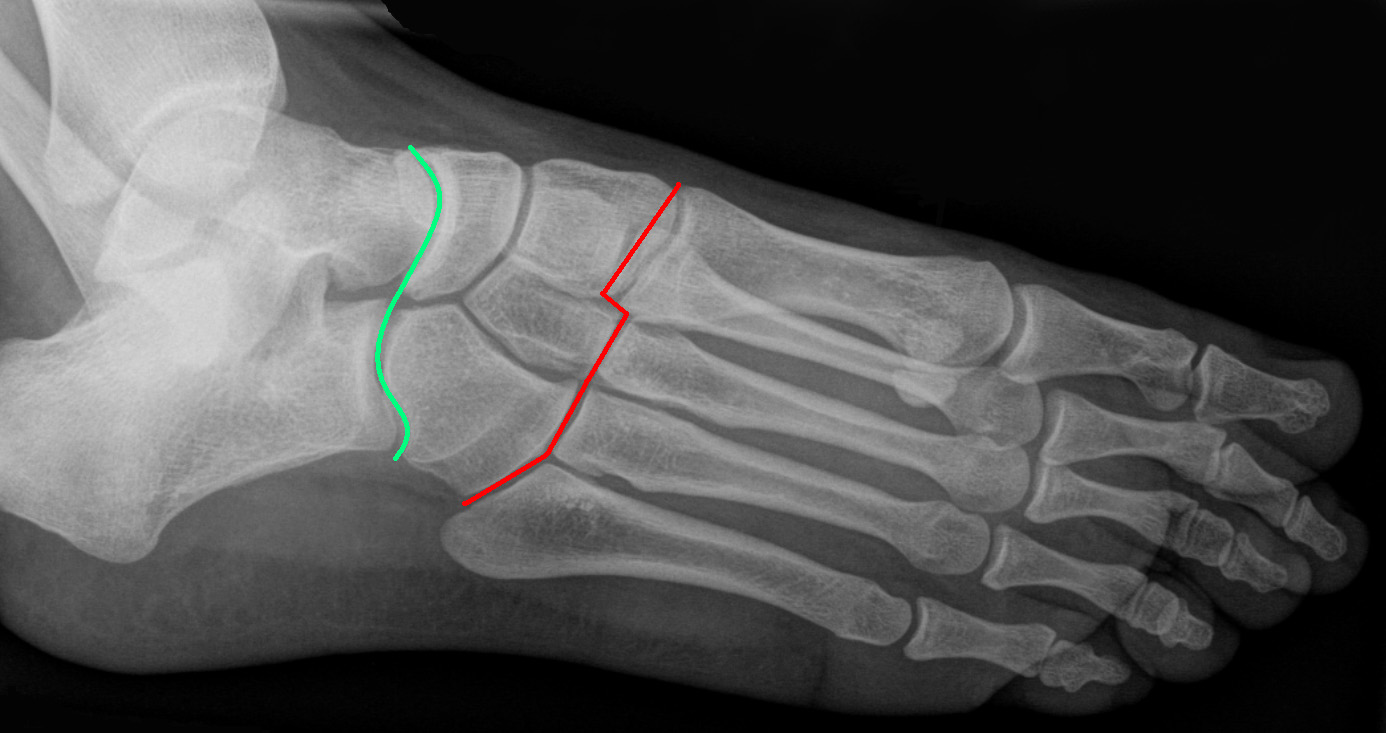
Radiographie du pied : articulation de Chopart (talo-navicualire et calcanéo-cuboïdienne) en vert, et articulations de Lisfranc (tarso-métatarsiennes) en rouge.

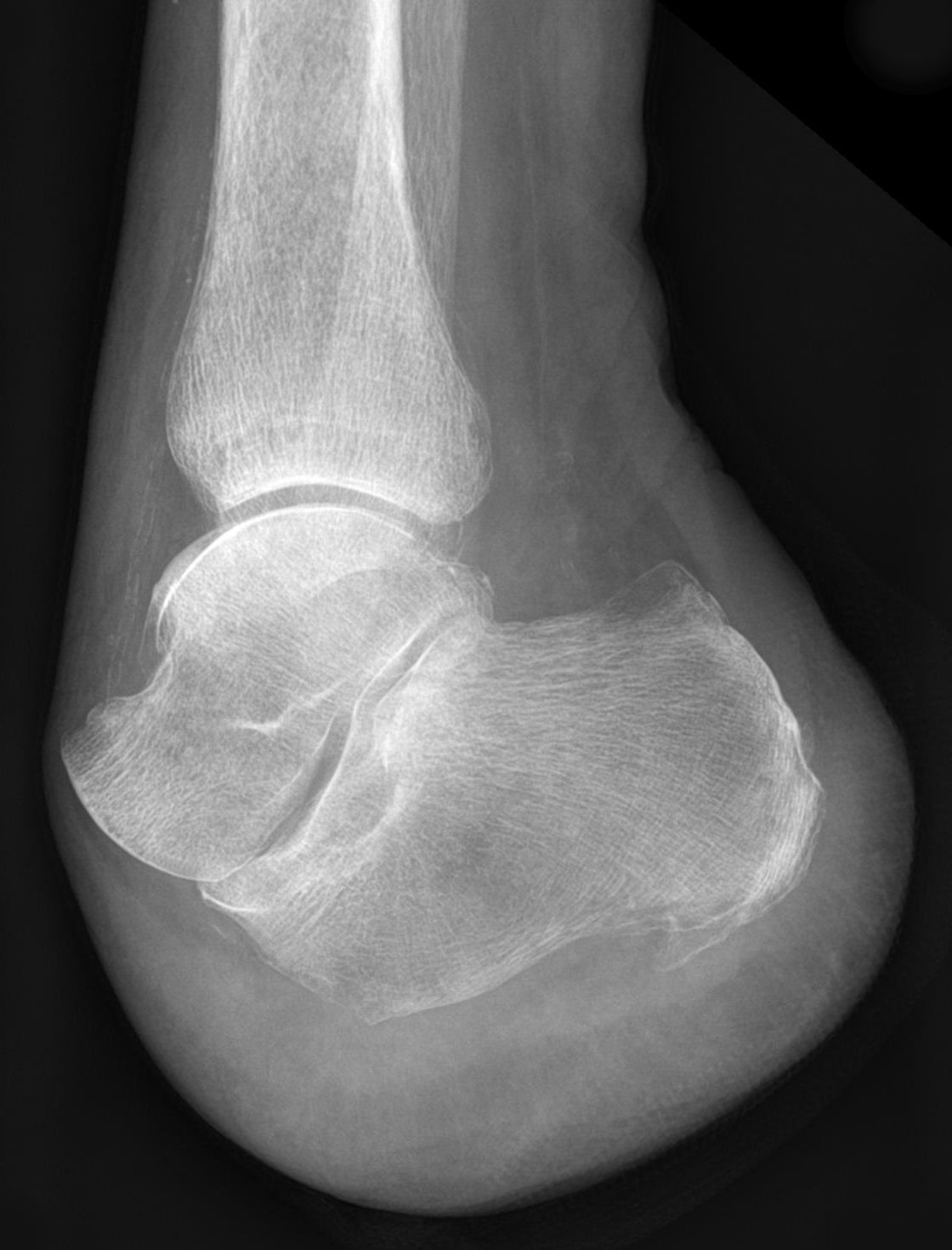
Radiographie du pied après amputation selon Chopart.

François Chopart est notamment connu pour avoir mis au point une technique d'amputation, longtemps appliquée sur les champs de bataille, consistant à sectionner le pied non pas à travers l'os, mais en suivant les articulations talo-naviculaire et calcanéo-cuboïdienne (qui ont d'ailleurs été regroupées sous la dénomination d'articulation de Chopart en hommage au chirurgien).

## Œuvres et publications
- Essai sur les loupes, 1767
- Mémoire sur les contrecoups dans les lésions de la tête, 1768
- Traité des maladies chirurgicales et des opérations qui leur conviennent, avec Pierre Joseph Desault, 1780
- Traité des maladies des voies urinaires, 2 volumes, Paris, J. B. Baillière, 1791-1792